# Чапаевский (Перелюбский район)
Чапа́евский — посёлок в Перелюбском районе Саратовской области России. Входит в состав Перелюбского муниципального образования.

## История
В 1962 году указом Президиума Верховного Совета РСФСР посёлок Сталинский переименован в Чапаевский.

## Население
| 2002 | 2010 |
| ---- | ---- |
| 74   | ↘0   |